# Hypselostoma
Hypselostoma is een geslacht van weekdieren uit de klasse van de Gastropoda (slakken).

## Soorten
- Hypselostoma kentingensis C.-C. Hwang, 2014
- Hypselostoma lacrima Páll-Gergely & Hunyadi, 2015
- Hypselostoma socialis Páll-Gergely & Hunyadi, 2015
- Hypselostoma tubiferum (Benson, 1856)